# Huracà Nadine
L'huracà Nadine va ser un huracà erràtic de categoria 1 que es va convertir en el quart huracà més llarg de l'Atlàntic registrat. Com a catorzè cicló tropical i tempesta anomenada de la temporada d'huracans de l'Atlàntic de 2012, Nadine es va desenvolupar a partir d'una ona tropical que viatjava a l'oest de Cap Verd el setembre. 10. L'endemà, s'havia enfortit en la tempesta tropical Nadine. Després de seguir inicialment cap al nord-oest, Nadine va girar cap al nord, molt lluny de qualsevol massa terrestre. A principis de setembre El 15, Nadine va assolir l'estatus d'huracà quan es corbava cap a l'est. Poc després, un augment de la cisalla vertical del vent va debilitar Nadine i el 16 de setembre va tornar a ser una tempesta tropical. L'endemà, la tempesta va començar a moure's cap al nord-est i va amenaçar les Açores, però a finals de setembre El 19, Nadine va girar cap a l'est-sud-est abans d'arribar a les illes. No obstant això, la tempesta va produir vents de força de tempesta tropical en algunes illes. El setembre El 21, la tempesta es va corbar cap al sud-sud-est mentre al sud de les Açores. Més tard aquell dia, Nadine va passar a una zona de baixa pressió extratropical.
A causa de les condicions favorables, les restes de Nadine es van regenerar en un cicló tropical el setembre 24. Després de tornar-se a desenvolupar, la tempesta va executar un bucle ciclònic i va serpentejar lentament a través de l'Atlàntic oriental. Finalment, Nadine va girar cap al sud-sud-oest, moment en què es va quedar gairebé parada. Pel setembre El 28, la tempesta es va corbar cap al nord-oest i es va tornar a reforçar en un huracà. El tenaç cicló es va intensificar encara més i va assolir el màxim amb vents de 90 mph   al setembre 30. L'endemà, però, Nadine es va afeblir fins a un 65 mph (105 km/h) tempesta tropical, ja que les condicions es feien cada cop més desfavorables. La forta cisalla del vent i la disminució de les temperatures de la superfície del mar van debilitar significativament la tempesta. Nadine va passar a un cicló extratropical l'octubre 3, i es va fusionar amb un front fred que s'aproximava al nord-est de les Açores poc després. Les restes de Nadine van passar per les Açores l'octubre 4 i de nou va portar vents relativament forts a les illes.

## Origen i història meteorològica
Una gran onada tropical va sorgir a l'oceà Atlàntic des de la costa oest d'Àfrica, el setembre 7. El sistema va passar al sud de Cap Verd el setembre 8, amb ruixats i tempestes desorganitzades. Al voltant d'aquella època, el Centre Nacional d'Huracans va donar al sistema una possibilitat mitjana de ciclogènesi tropical en un termini de 48 hores. Al setembre es va desenvolupar una zona de baixes pressions al llarg de l'eix de l'ona tropical 9, que va augmentar encara més l'activitat convectiva. The system passed south of Cape Verde on September 8, bringing disorganized showers and thunderstorms. El sistema es va avaluar amb una alta probabilitat de formació de ciclons tropicals al setembre 10. Basant-se en les estimacions d'intensitat del satèl·lit, el Centre Nacional d'Huracans va declarar la pertorbació com a Depressió Tropical Catorze a les 12:00. UTS el setembre 10, mentre que la tempesta va ser d'unes 885 milles (1,424 km) a l'oest de Cap Verd.
Tot i que l'activitat de la tempesta va ser inicialment mínima al voltant del centre de circulació, una banda convectiva associada a la depressió s'estava fent més organitzada. A finals de setembre El 10, la convecció va començar a augmentar lleugerament prop del centre, però com que els números T d'intensitat de Dvorák estaven entre 2,0 i 2,5, la depressió no es va convertir en una tempesta tropical. No obstant això, l'aire sec va provocar breument que els xàfecs i les tempestes van disminuir més tard aquell dia. Inicialment, es va dirigir just al nord de l'oest al voltant de la perifèria sud d'una gran dorsal subtropical. Tanmateix, al setembre 11, la depressió es va tornar a corbar cap al nord-oest. Més tard aquell dia, la depressió va començar a recuperar una convecció profunda. Les imatges de satèl·lit geoestacionari i les dades del disdròmetre van indicar que la depressió es va enfortir a la tempesta tropical Nadine a les 0000 UTS el setembre 12.

## Enfortiment i intensitat màxima inicial

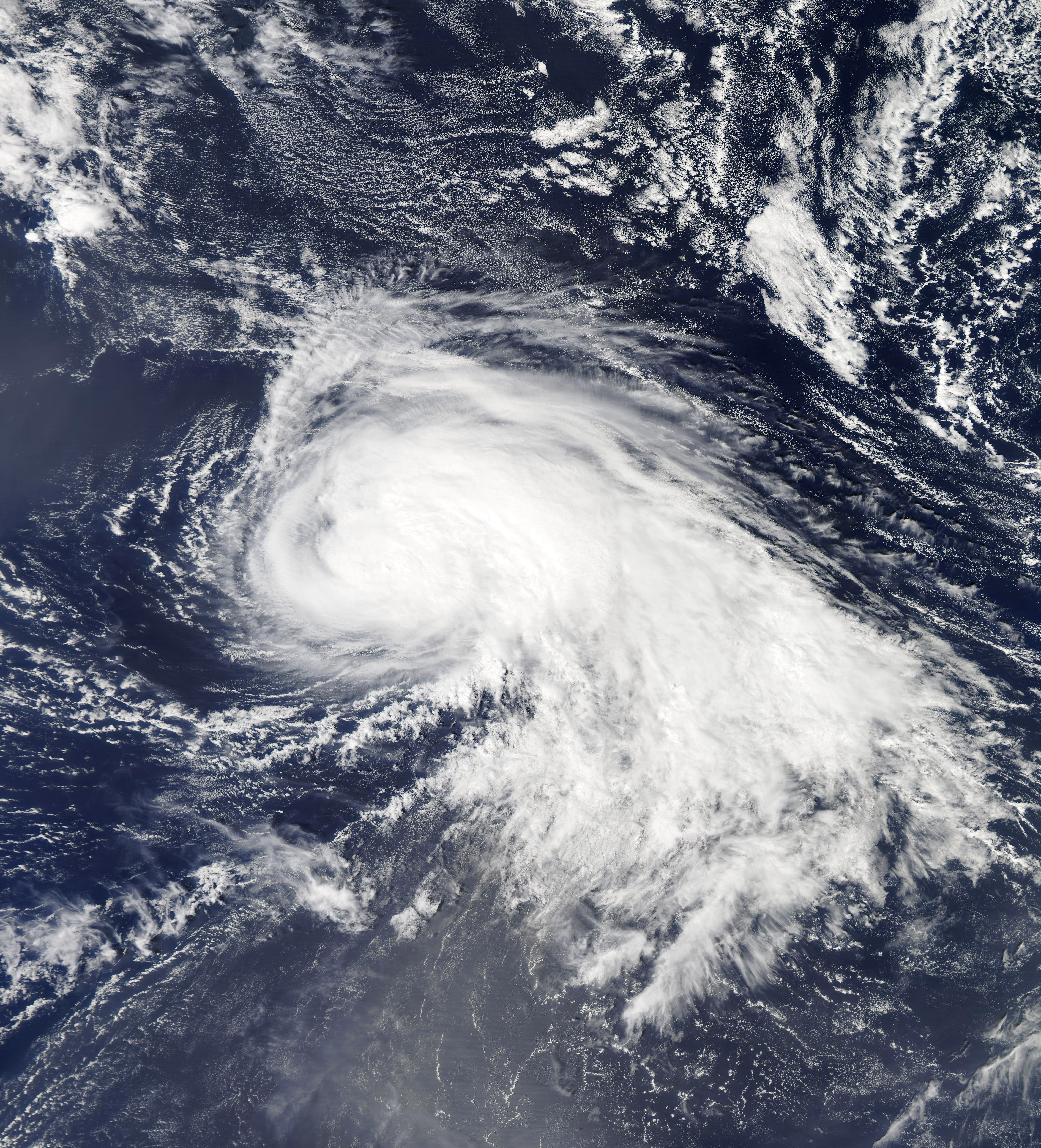
L'huracà Nadine a la seva intensitat màxima inicial el 15 de setembre

Pel setembre 12, es va desenvolupar un ennuvolat central dens i, a causa de les condicions favorables, el Centre Nacional d'Huracans va assenyalar la possibilitat d'⁣aprofundir ràpidament. La intensificació va continuar a un ritme més ràpid, encara que menys que ràpid al setembre 12. Més tard aquell dia, els vents sostinguts van arribar 65 mph (105 km/h). A principis de setembre 13, les bandes convectives s'embolicaven gairebé completament al centre i els cims dels núvols van assolir temperatures tan baixes com −112 °F (−80 °C) . Tanmateix, com que les dades de satèl·lit de microones no podien determinar si s'havia desenvolupat un ull, la intensitat de Nadine es va mantenir en 70 mph (110 km/h) —–just per sota del llindar de l'estat d'huracà. El Centre Nacional d'Huracans va assenyalar que "la finestra perquè Nadine s'enfortí pot estar tancant", citant el consens del model informàtic sobre un augment de la cisalla del vent i pocs canvis en l'estructura. Aleshores, la tempesta va començar a experimentar una cisalla moderada del vent del sud-oest al setembre 13, generat per un abeurador de nivell mitjà i superior i un eix de cisalla a uns quants centenars de milles a l'oest de Nadine. Com a resultat, la tempesta va lluitar per desenvolupar un ull i el centre es va fer més difícil de localitzar.
Tot i que la tempesta estava desorganitzada, una passada del disdròmetre va indicar que els vents de força de tempesta tropical es van estendre cap a l'exterior fins a 230 milles (370 km). L'aparició del satèl·lit de Nadine es va tornar més irregular al setembre 14. Malgrat això, la tempesta es va mantenir just per sota de l'estat d'huracà i el Centre Nacional d'Huracans va observar la possibilitat d'intensificar-se si la cisalla del vent disminuïa en els propers dies. Nadine va girar cap al nord el setembre 14 mentre seguia al llarg de la perifèria d'una dorsal subtropical. Poc després, una missió de mesura de precipitacions tropicals (TRAM) va indicar que la convecció central va començar a reorganitzar-se. Tanmateix, com que la cisalla del vent va desplaçar la circulació de nivell mitjà al nord de la circulació de nivell baix, Nadine no es va convertir en huracà. Com que Nadine s'acostaria a temperatures més fredes de la superfície del mar, es va considerar poc probable un enfortiment significatiu. A causa d'un augment de les estimacions d'intensitat dels satèl·lits i la reorganització, Nadine es va convertir en huracà a les 18.00 h. UTS el setembre 14. Sis hores més tard, Nadine va assolir una intensitat màxima inicial amb vents de 80 mph (130 km/h). Les imatges de satèl·lit van indicar que una característica d'ulls irregulars estava intentant desenvolupar-se a finals de setembre 15.

## Debilitament i transició posttropical inicial

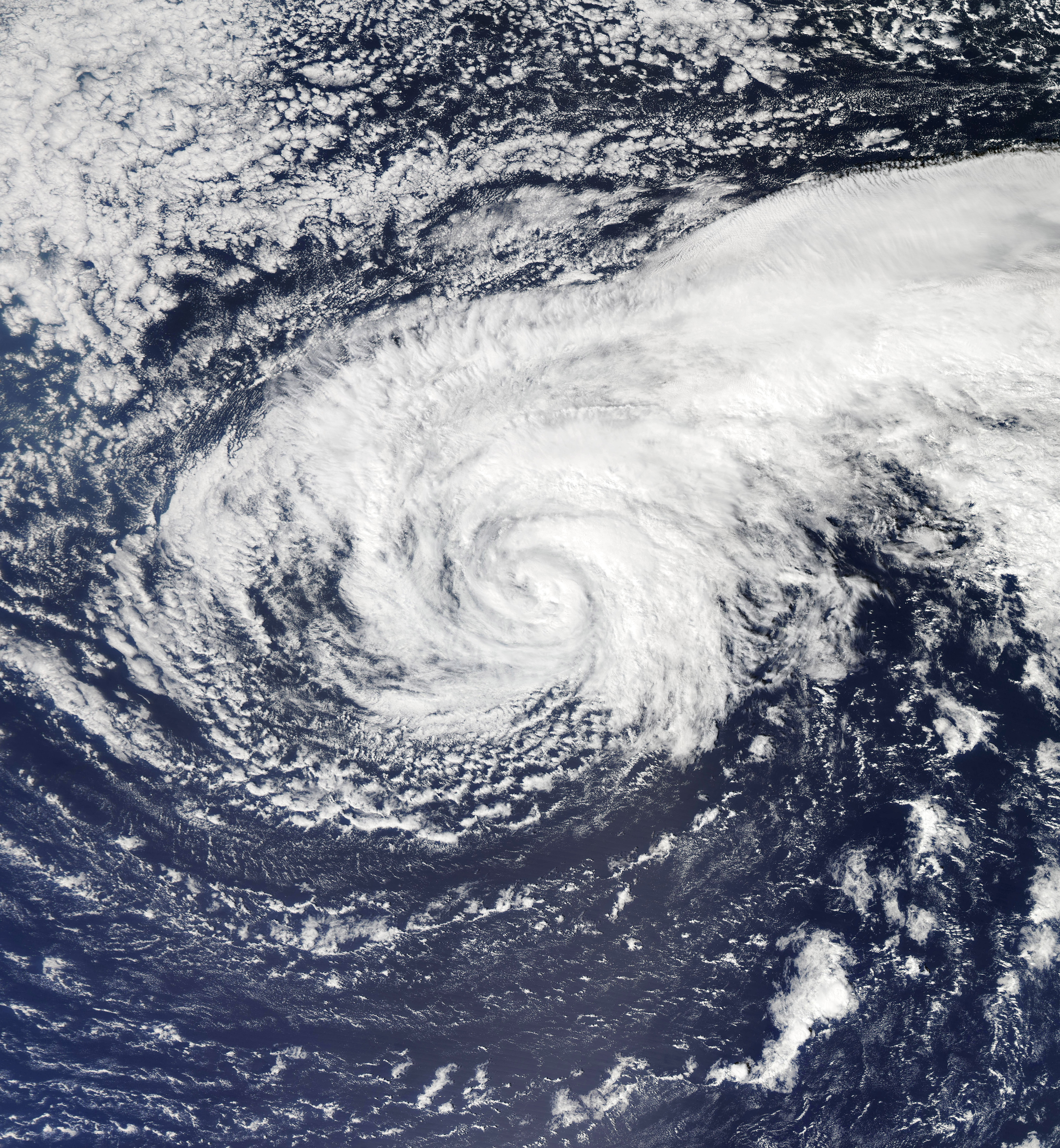
La tempesta tropical Nadine passa al sud de les Açores el 20 de setembre

A finals de setembre El dia 15, el pronosticador del Centre Nacional d'Huracans, Robbie Berg, va assenyalar que Nadine va començar a "semblar una mica més esquitxada", ja que les observacions de dades de microones van observar un tall de convecció profunda al nord-est del centre. A finals de setembre El 16, l'ull es va inclinar i va desaparèixer, les bandes convectives van començar a desorganitzar-se i l'activitat general de la pluja i les tempestes van disminuir des d'aquell dia. Nadine es va tornar a debilitar a una tempesta tropical el setembre 17 i un abeurador va reduir el seu aspecte de satèl·lit.
L'aire sec va començar a afectar Nadine el setembre 17, tot i que la sortida de la tempesta va evitar un debilitament important. Malgrat una gran erupció de convecció profunda sobre el semicercle nord, Nadine es va debilitar una mica més tard aquell dia. Un altre debilitament es va produir l'endemà, després de l'esclat de la convecció profunda el setembre 17 deteriorat. Més tard al setembre 18, la major part de la convecció profunda es va dissipar. Els xàfecs i les tempestes més fortes que es van mantenir van ser en una banda a l'oest i al nord-oest del centre de Nadine.
Nadine va amenaçar les Açores mentre es movia cap al nord-est i després cap al nord entre setembre 18 i setembre 19, tot i que una cresta de bloqueig va impedir que la tempesta s'apropés a les illes. La seva aproximació més propera a les Açores era d'unes 150 milles (240 km) al sud-sud-oest de l'illa de Flores el setembre 19. Després, la tempesta va tornar a corbar cap a l'est-sud-est el setembre 20, després que la carena es debilités i s'aprofundís l'abeurador de nivell mitjà i superior. A finals de setembre El 21, gran part de la convecció profunda restant estava composta només, per una banda, convectiva irregular amb cims de núvols escalfats. Operacionalment, el National Hurricane Center va tornar a classificar Nadine com a tempesta subtropical als 2100 UTS del 21 de setembre, a causa d'un camp de vent asimètric per sobre de la mitjana i una zona de baixa pressió de nivell superior prop del centre. Tanmateix, l'anàlisi posterior a la temporada va concloure que Nadine va degenerar en una àrea de baixa pressió no tropical tres hores abans.

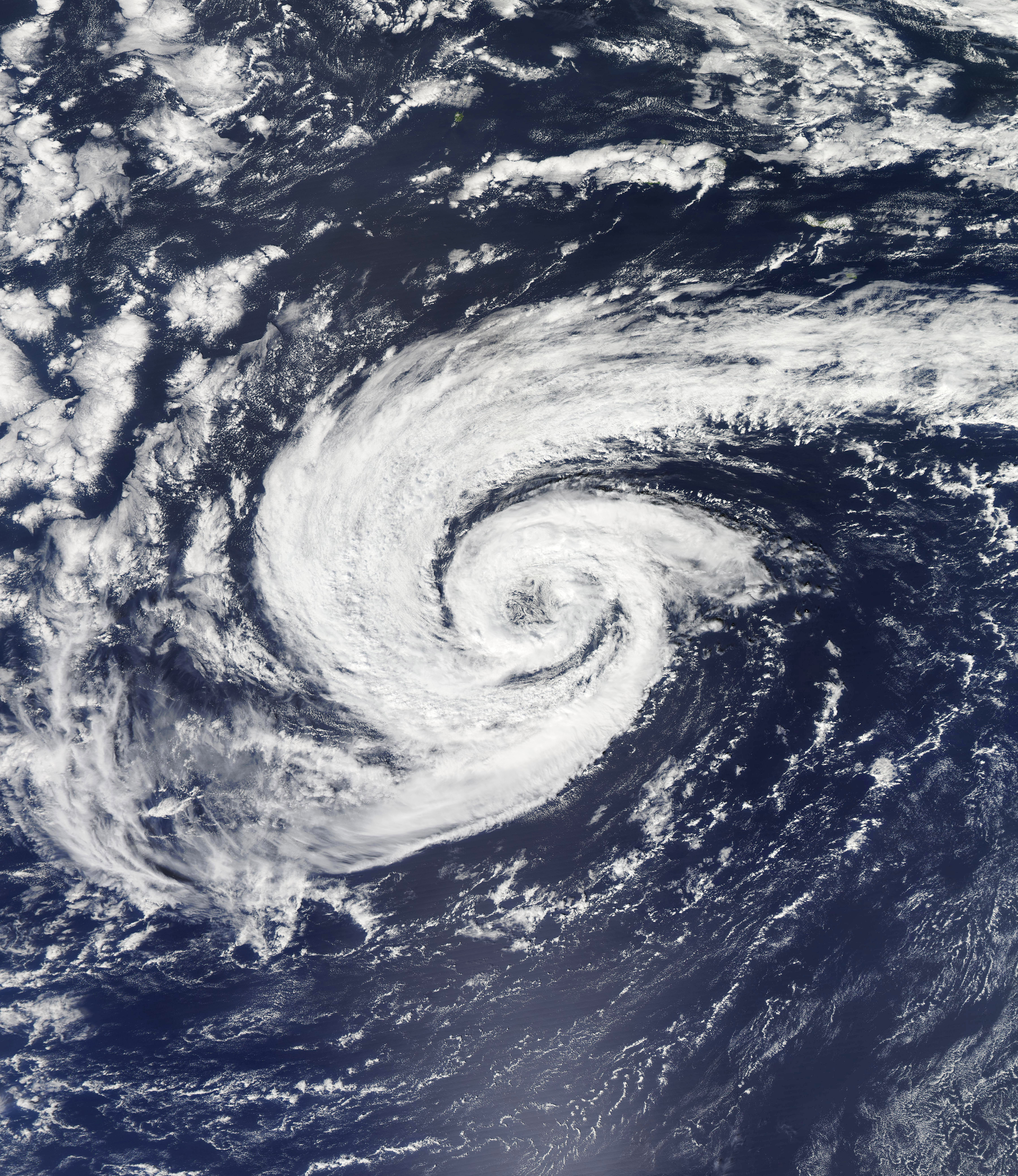
Tempesta tropical Nadine al setembre 25

A principis del 22 de setembre, el Centre Nacional d'Huracans va assenyalar que la regeneració en un cicló tropical era una possibilitat clara.[1] L'àrea de baixa pressió restant aviat es va moure sobre mars més càlids i un entorn de baixa cisalla, provocant que es tornés a desenvolupar una convecció profunda. Així, Nadine es va convertir en una tempesta tropical a les 0000 UTS el 23 de setembre. Una altra cresta de bloqueig sobre les Açores va obligar Nadine a moure's cap a l'oest-nord-oest el 24 de setembre, fet que va fer que executés un petit bucle ciclònic. Tot i que els vents van augmentar a 60 mph (95 km/h), la tempesta es va afeblir de nou i va disminuir fins a una tempesta tropical de 45 mph (72 km/h) el 25 de setembre.[2] Malgrat aquesta regressió, les imatges per satèl·lit van indicar que Nadine va desenvolupar una característica semblant a un ull.[3]. No obstant això, el Centre Nacional d'Huracans va assenyalar més tard que era una regió lliure de núvols prop del centre de la tempesta.[4] El 26 de setembre, Nadine es va corbar de sud-sud-oest a sud-oest al voltant de la part sud-est d'una carena de nivell mitjà i superior sobre l'Atlàntic occidental.[2]
Després d'un canvi mínim de força durant diversos dies, la Nadine finalment va començar a intensificar-se el 27 de setembre, a causa de les temperatures de la superfície del mar més càlides que els 26 °C (79 °F). A les 12.00 UTC del 28 de setembre, Nadine es va tornar a reforçar en un huracà de categoria 1 a l'escala de vent d'huracà Saffir-Simpson.[1]. Al voltant d'aquella època, les imatges per satèl·lit van indicar que la tempesta va tornar a desenvolupar una característica ocular.[2] Després de desorganitzar-se, el National Hurricane Center va degradar erròniament Nadine a tempesta tropical el 29 de setembre[3] abans de tornar-la a convertir en huracà sis hores més tard.[4]. En realitat, Nadine havia continuat sent un huracà i s'estava intensificant encara més.[1] Els vents van augmentar a 85 mph (140 km/h) el 30 de setembre, després que l'ull es tornés més clar.[5] A les 1200 UTS, la tempesta va assolir la seva intensitat màxima amb vents màxims sostinguts de 90 mph (150 km/h) i una pressió baromètrica mínima de 978 mars (28,9 inHg).[1]
Després de la intensitat màxima, Nadine va començar a debilitar-se una vegada més i es va deteriorar fins a convertir-se en una tempesta tropical a les 1200 UTS, l'1 d'octubre.[1] Els vents del nord-oest van començar a augmentar el 3 d'octubre, després que un abeurador de nivell superior que estava causant una cisalla del vent baix es mogués cap a l'est.[2] Unes hores més tard, el centre de baix nivell va quedar parcialment exposat[3] abans de separar-se completament de la convecció als 1500 UTS.[3]. A causa de la forta cisalla del vent i les temperatures fredes de la superfície del mar, els xàfecs i les tempestes van disminuir ràpidament i, a finals del 3 d'octubre, Nadine es va quedar sense convecció profunda.[4]. Als 0000 UTS del 4 d'octubre, Nadine va passar a una zona extratropical de baixes pressions, mentre es trobava a unes 195 milles (314 km) al sud-oest de les Açores centrals. La baixa es va moure ràpidament cap al nord-est, va degenerar en un abeurador de baixa pressió i va ser absorbida per un front fred més tard aquell dia.[1]

## Impacte i registres

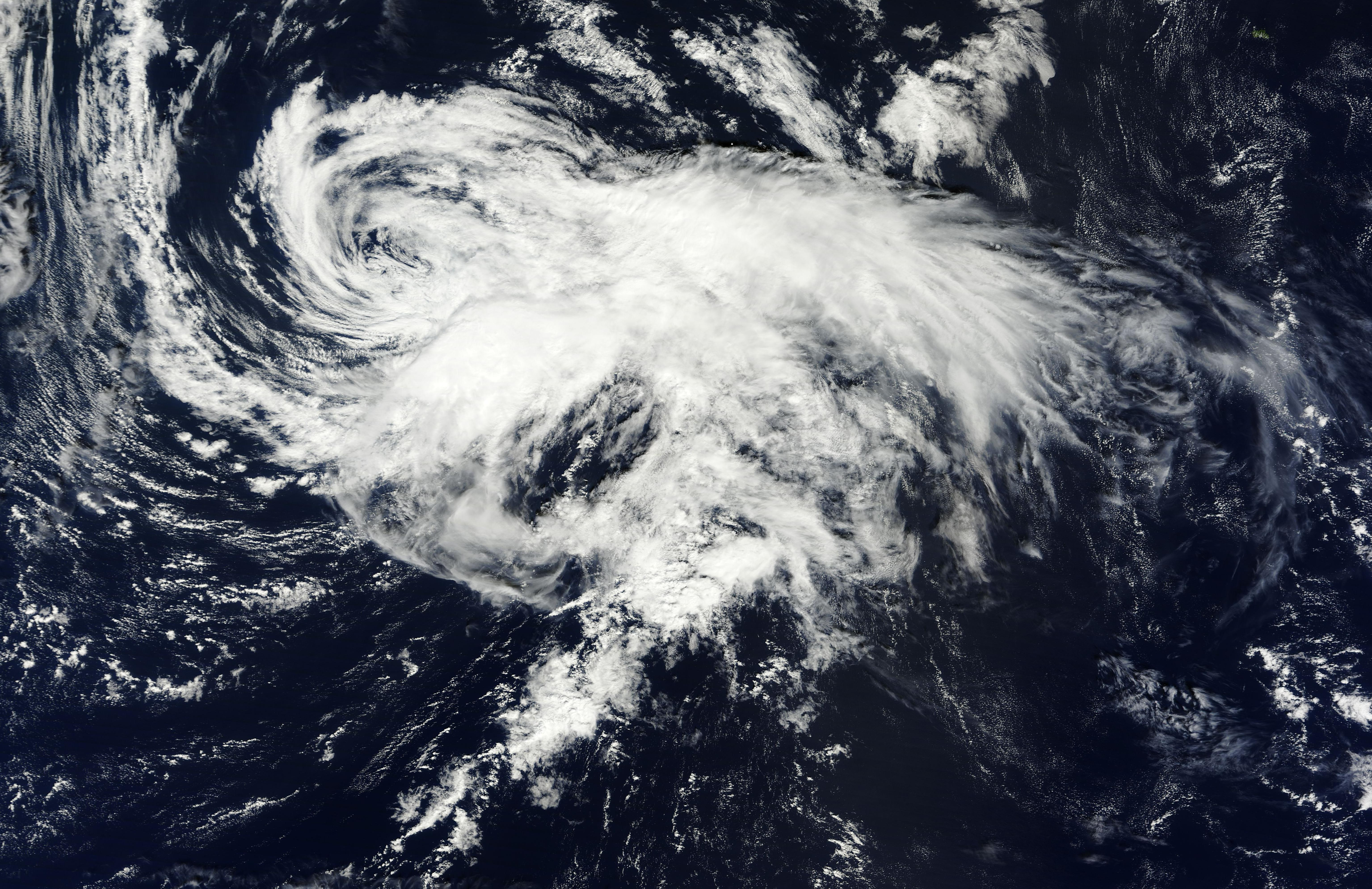
La tempesta tropical Nadine torna a apropar-se a les Açores el 3 d'octubre

Els avisos de ciclons tropicals i els rellotges es van emetre en dues ocasions diferents quan Nadine s'apropava a les Açores. Als 1000 UTS el setembre El 18, es va emetre una vigilància de tempesta tropical per a les illes de Flores i Corbo. Tot i que el rellotge de tempesta tropical es va suspendre a les 21:00 UTC, es va implementar un avís de tempesta tropical en aquell moment per a les illes de Corbí, Faial, Flores, Graciosa, Pico, Saó Jorge i Tercera. Als 1500 UTS el setembre El 19, també es va emetre un avís de tempesta tropical per a São Miguel i Santa Maria. Tots els rellotges i advertències es van suspendre a finals de setembre 21. Després de tornar-se a generar, Nadine va tornar a representar una amenaça per a les Açores, la qual cosa va provocar una vigilància de tempesta tropical per a tot l'arxipèlag a les 15:00. UTS a l'octubre 1. Nou hores després, 0000 UTS l'endemà, el rellotge es va actualitzar a un avís de tempesta tropical. Després que Nadine es va convertir en extratropical, l'avís es va suspendre. En la segona aproximació de la tempesta cap a les Açores, les escoles es van tancar i el vol es va cancel·lar.
A finals de setembre El 20, Flores va informar d'una ratxa de vent de 46 mph (74 km/h) . Velocitat del vent sostingut de 62 mph (100 km/h) i una ratxa de fins a 81 mph (130 km/h) es van informar a Horta, a l'illa de Faial, quan Nadine va passar al sud el setembre 21. Durant el segon impacte de les Açores a l'octubre 4, la velocitat del vent sostingut més alta informada va ser 38 mph (61 km/h) a São Miguel, mentre que la ràfega més forta va ser 87 mph (140 km/h) a la Central Eòlica de Santa Maria. A l'illa del Picó es va destruir el paviment del pavelló esportiu de l'escola primària i secundària de Laxes do Pico. Les restes de Nadine van produir un plomall d'humitat que va fer caure abundants pluges sobre el Regne Unit, especialment a Anglaterra i Gal·les, arribant a 5,12. A (130 mm) a Ravensburg a la primera. Les pluges van inundar cases i van trencar carreteres i raïls.
Nadine va durar un total de 24 dies com a cicló tropical, subtropical i posttropical, inclosos 22,25 dies com un sistema tropical. Això el converteix en el quart cicló tropical atlàntic més durador registrat, només per darrere de l'huracà San Ciriaco de 1899 amb 28 anys. dies, l'huracà Ginger el 1971 amb 27,25 dies i l'huracà Inga el 1969 amb 24,75 dies. Quan només es compta el temps passat com a tempesta tropical o huracà, 20,75 dies: Nadine és la tercera més duradora, només per darrere de l'huracà Ginger de 1971 i de l'huracà San Ciriaco de 1899. Quan Nadine es va convertir en huracà a les 1800 UTC el setembre El 14, va marcar el tercer huitè huracà en formació, només darrere d'un sistema sense nom el 1893 i Ophelia el 2005.